# 艾哈迈德·阿拉尔丁
艾哈迈德·阿拉尔丁（阿拉伯語：أحمد علاء الدين；1993年1月31日—），是出生于埃及卡塔尔归化足球运动员，司职前锋。现效力于卡塔尔星级足球联赛俱乐部加拉法，同时也代表卡塔尔国家足球队。

## 荣誉

### 俱乐部
赖扬
- 卡塔尔星级足球联赛冠军：2015/16赛季
- 卡塔爾酋長盃冠军：2011
- 卡塔爾盃冠军：2012
- 卡塔爾謝赫賈西姆盃冠军：2013

加拉法
- 卡塔爾星盃冠军：2017/18赛季、2018/19赛季

### 国家队
- 亚足联亚洲杯冠军：2019
- 國際足協阿拉伯盃季军：2021